# Garbolc
Garbolc ist eine ungarische Gemeinde im Kreis Fehérgyarmat im Komitat Szabolcs-Szatmár-Bereg.

## Geografische Lage
Garbolc liegt im Dreiländereck Rumänien-Ukraine-Ungarn, ein Kilometer südlich des Flusses Túr. Ungarische Nachbargemeinden sind Méhtelek und Nagyhódos. Jenseits der rumänischen Grenze liegt vier Kilometer südöstlich der Ort Bercu.

## Sehenswürdigkeiten
- Gedenksäule am östlichsten Punkt Ungarns (Magyarország legkeletibb pontja emlékoszlop)
- Naturlehrpfad Keletpont tanösvény
- Naturschutzgebiet Garbolci erdő
- Reformierte Kirche, erbaut zwischen 1844 und 1888
- Römisch-katholische Kapelle Szent József, neben der Kirche befindet sich ein Glockenturm
- Traditionelles Wohnhaus (Népi lakóház)

## Verkehr
Durch Garbolc verläuft die Landstraße Nr. 4143, von der die Nebenstraße Nr. 41134 abzweigt und in südlicher Richtung zum Grenzübergang Garbolc-Bercu führt. Die nächstgelegene ungarische Haltestelle der Eisenbahn befindet sich sieben Kilometer südwestlich in Rozsály, der nächstgelegene rumänische Bahnhof südöstlich in Micula.

## Bilder

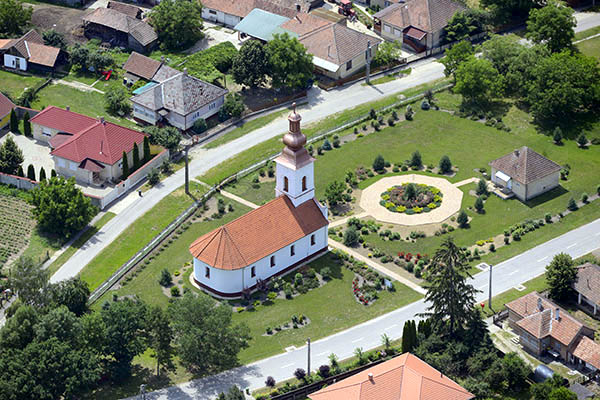
Blick auf die reformierte Kirche
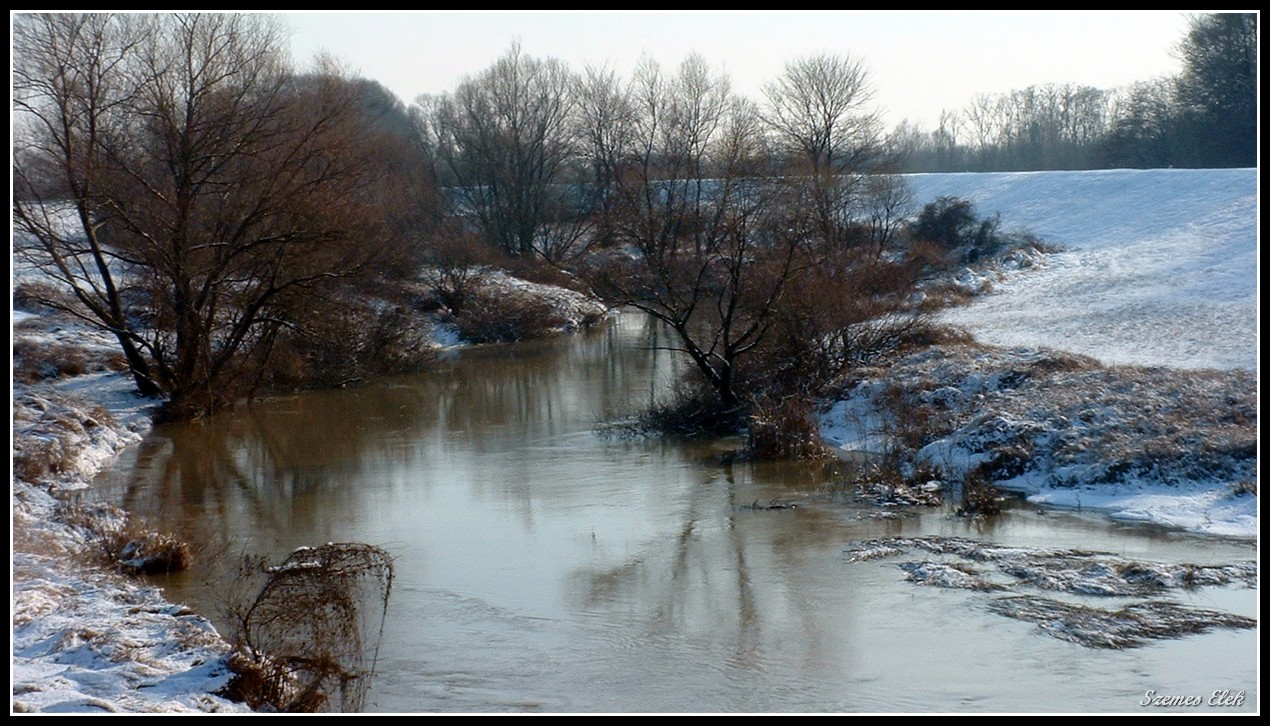
Der Fluss Túr im Winter
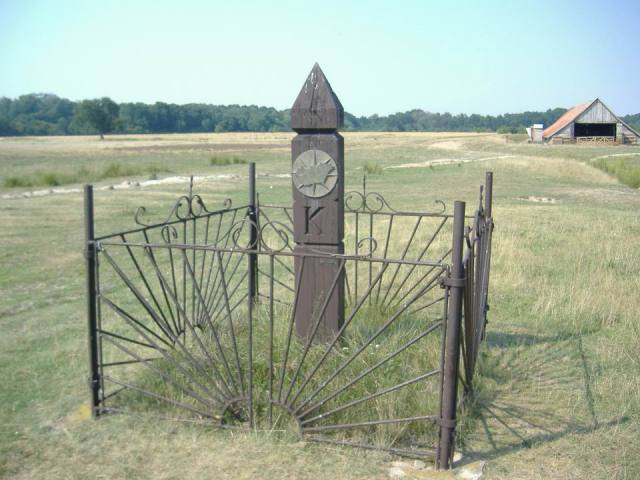
Der östlichste Punkt Ungarns bei Garbolc